# Joel Kanyinda
Joel Tshilumbu Kanyinda (nacido el 1 de enero de 2001 en la República Democrática del Congo) es un jugador de baloncesto profesional congoleño que mide 2,04 metros y actualmente juega de ala-pívot en el Club Baloncesto Ciudad de Ponferrada de la Liga LEB Plata.

## Trayectoria
El jugador nacido en la República Democrática del Congo, llegó a Ponferrada en el año 2017 cuando todavía era jugador de categoría junior, el jugador congoleño alternó presencias en el equipo júnior y el equipo de Liga EBA del Club Baloncesto Ciudad de Ponferrada. 
En la temporada 2019-20, formaría parte del primer equipo del Club Baloncesto Ciudad de Ponferrada en la Liga LEB Plata, con el que disputó 12 encuentros en los que promedió una media de 16,39 minutos por partido anotando 6,3 puntos, capturando 4,3 rebotes y repartiendo 0,3 asistencias por encuentro. 
En la temporada 2020-21, disputó un total de 28 partidos, 24 en liga regular y cuatro en las eliminatorias de ascenso. Durante esos encuentros jugó una media de 15,45 minutos por partido anotando 4,2 puntos, capturando 4,5 rebotes y dando 0,2 asistencias por partido.
En agosto de 2021, renueva por el Club Baloncesto Ciudad de Ponferrada de Liga LEB Plata, pero días más tarde, el 25 de agosto de 2021, se hace oficial su fichaje por el Palmer Alma Mediterránea Palma de la Liga LEB Oro, durante una temporada.
El 1 de agosto de 2022, firma por el Club Baloncesto Ciudad de Ponferrada de la Liga LEB Plata.